# Nichole Denby
Nichole Denby (sinh ngày 10 tháng 10 năm 1982) là một vận động viên điền kinh và điền kinh người Nigeria gốc Hoa, chuyên vượt rào 100 mét. Cô đại diện cho Hoa Kỳ tại Giải vô địch thế giới năm 2007 suýt bỏ lỡ trận chung kết.
Năm 2014, cô chuyển lòng trung thành sang Nigeria, thi đấu cho quốc gia mới tại Đại hội Thể thao Khối thịnh vượng chung 2014, cũng như Giải vô địch châu Phi 2014, nơi cô giành được tấm huy chương đầu tiên cho Nigeria.
Cô đã có những thành tích tốt nhất cá nhân là 12,54 giây trong các chướng ngại vật 100 mét (Eugene 2008) và 7,93 trong các chướng ngại vật 60 mét (Boston 2007).
Khi đang chạy đua cho trường trung học North ở Riverside, California, cô là nhà vô địch cuộc họp bang CIF California năm 1999 và 2000 trong những chướng ngại vật 100 mét. Chiến thắng 13,20 của cô năm 2000 đã lập kỷ lục trường trung học quốc gia tại thời điểm đó.

## Thành tích cuộc thi
| Năm                     | Giải đấu                          | Địa điểm                | Thứ hạng                | Nội dung                | Chú thích               |
| Representing the Hoa Kỳ | Representing the Hoa Kỳ           | Representing the Hoa Kỳ | Representing the Hoa Kỳ | Representing the Hoa Kỳ | Representing the Hoa Kỳ |
| ----------------------- | --------------------------------- | ----------------------- | ----------------------- | ----------------------- | ----------------------- |
| 1999                    | Pan American Junior Championships | Tampa, United States    | 2nd                     | 100 m hurdles           | 13.82                   |
| 2007                    | World Championships               | Osaka, Japan            | 9th (sf)                | 100 m hurdles           | 12.80                   |
| Representing Nigeria    |                                   |                         |                         |                         |                         |
| 2014                    | Commonwealth Games                | Glasgow, United Kingdom | 12th (h)                | 100 m hurdles           | 13.54                   |
| 2014                    | African Championships             | Marrakech, Morocco      | 3rd                     | 100 m hurdles           | 13.27                   |

## Giải đấu giao hữu
| Năm  | Giải đấu                     | Địa điểm      | Thứ hạng | Nội dung     | Chú thích |
| ---- | ---------------------------- | ------------- | -------- | ------------ | --------- |
| 2015 | Phil Springer (Head-to-head) | Austin, Texas | 1st      | 100 m sprint | Untimed   |